# انتخابات حاكم جاكرتا 2017
انتخابات حاكم جاكرتا 2017 تم إجراء جولتين من الانتخابات الرئاسية في جاكرتا كجزء من الانتخابات المتزامنة لعام 2017 في 15 فبراير و19 أبريل 2017 لانتخاب حاكم جاكرتا لولاية مدتها خمس سنوات. كان الحاكم الحالي باسوكي تجاهاجا بورناما الذي يشار إليه شعبيا باسم «أهوك»، ونائبه دياروت سيفول هداية يرشحان لإعادة انتخابه لولاية ثانية. كان باسوكي الذي ورث منصبه الحالي من زميله في الانتخابات جوكو ويدودو لو فاز في الانتخابات لأصبح أول حاكم صيني مسيحي منتخب لجاكرتا.
بموجب الدستور، إذا لم يحصل أي مرشح على أغلبية الأصوات فستجرى انتخابات الإعادة بين المرشحين الرئيسيين. أشارت نتائج الفرز السريعة في الجولة الأولى إلى أن بورناما قاد السباق بفارق ضئيل 3-4٪، وقرر أن جولة الإعادة ستُعقد في 19 أبريل.
أشارت عملية الفرز السريعة في جولة الإعادة في 19 أبريل إلى أن أنيس باسويدان قد انتخب حاكماً، وأقر أهوك بالهزيمة بعد ساعات من إغلاق صناديق الاقتراع. النتائج الرسمية للانتخابات هي فوز أنيس باسويدان - ساندياجا أونو بنسبة 57.96 ٪، في حين حصل لباسوكي تجاهاجا بورناما - دياروت سيفول هداية 42.04 ٪. ومع ذلك فقد أظهرت الإحصائيات غير الرسمية من لجنة الانتخابات أن باسويدان فاز بـ 58 ٪ في حين حثل أهوك على 42٪.

## الحملات والقضايا

### العنصرية
أصبح باسوكي وهو مرشح وعضو في مجموعة أقلية عرقية، موضوع تعليقات عنصرية من حين لآخر. خلال حملة حاكم عام 2017 كان يستهدفه بانتظام المحافظون المتطرفون وأنصار المرشحين المتنافسين لكونهم من أصل صيني. علاوة على ذلك فإن خلفية «الأقلية المزدوجة» لباسوكي تجعله هدفًا لجبهة المدافعين الإسلاميين المتشددة. دعت المجموعة إلى مراجعة دستور جاكرتا لإزالة بعض مسؤوليات الحاكم عن المنظمات الإسلامية التابعة للحكومة.

### مزاعم إهانة القرآن
في 27 سبتمبر 2016 وفي خطاب أمام مواطني مقاطعة بولاو سيريبو، أشار أهوك إلى أن بعض المواطنين لن يصوتوا له لأنهم «يتم خداعهم باستخدام الآية 51 من المائدة وأشكالها المختلفة»، في إشارة إلى الآية التي أشارت إليها بعض المجموعات كأسباب لمعارضته. حملت حكومة جاكرتا الإقليمية تسجيل الفيديو على موقع يوتيوب في قناة غالبًا ما تتميز بأنشطة أهوك، انتقد المواطنون والنقاد بيان أهوك، واعتبروه إهانة للقرآن. أصبح الفيديو مثار جدل على نطاق واسع في وسائل التواصل الاجتماعي مثل موقع فيسبوك وتويتر. حصلت عريضة نشرت على موقع Change.org تنتقده على عشرات الآلاف من التوقيعات.